# Nuno Miguel Pereira Diogo
Nuno Miguel Pereira Diogo (n. 13 iunie 1981, Lisabona, Portugalia) este un jucător de fotbal din Portugalia care evoluează pe postul de fundaș central la echipa Famalicão.

## Legături externe
- Nuno Miguel Pereira Diogo pe footballzz.co.uk
- Profilul lui Nuno Miguel Pereira Diogo pe ForaDeJogo
- RomanianSoccer
- Profilul lui Nuno Miguel Pereira Diogo pe Soccerway